# Zapuže, Radovljica
Zapuže so naselje v Občini Radovljica.